# غينيبيرت باسادري
غينيبيرت باسادري (بالإسبانية: Genebert Basadre) (من مواليد 5 يناير 1984) هو ملاكم هاوي من الفلبين الذي شارك في مسابقة الوزن الخفيف (60 كجم) في دورة الألعاب الآسيوية 2006 التي فازت بالميدالية البرونزية في مباراة خاسرة ضد الصيني هو تشينغ 8-29 -.